# Интензивно отделение
Интензивното отделение е специализирано звено в болница, което осигурява грижи за пациенти в критично състояние, които се нуждаят от интензивно лечение.
В повечето български болници има едно или повече отделения за интензивно лечение в определени области на медицината. Съществуването на звената се определя от естеството на болницата и нейните ресурси. Интензивните отделения нямат унифицирани имена. Сред видовете интензивни отделения могат да бъдат намерени:
- Интензивно отделение при недоносени бебета
- Педиатрично интензивно отделение
- Интензивно отделение по кардиология
- Неврохирургично отделение за интензивно лечение
- Интензивно хирургично отделение
- Интензивно респираторно отделение

## Оборудване и методи
Сред общите уреди в интензивните отделения са:
- Респираторни машини, които подпомагат дишането при пациенти, които не дишат самостоятелно, или чрез ендотрахеална тръба, или през отвор в гърлото (трахеотомия)
- Диализни машини за подпомагане на пациенти, страдащи от бъбречна недостатъчност
- Устройства за наблюдение за измерване на жизненоважни показатели на тялото като кръвно налягане, телесна температура, пулсация и др
- Тръби за хранене на пациенти, които не могат да преглъщат
- Помпени тръби за отстраняване на различни течности и газове от телесните кухини (стомаха, трахеята и т.н.)
- Тръби за оттичане на урина (катетри)
- Инфузии за течности и лекарства